# Курінь «Смертоносці»
«Смертоносці» — курінь УПА, що входив до складу ТВ-22 «Чорний ліс» ВО-4 «Говерля» УПА-Захід. Курінні: Олексій Химинець (псевдо Благий), 09.1944 — †20.03.1945); (Трач Христофор (псевдо Кармелюк), 04.1945 — 08.1945); (Рудак Данило (псевдо Чорний), 08.08.1945 — 10.1946, †16.08.1948).

## Формування
Курінь формувався влітку 1944 р. Восени до куреня входили сотні Вершника (Мостиський Богдан), Олега (Оленюк Михайло) і Шума. Сотня Шума була укомплектована новобранцями, тому вона постійно перебувала поряд з сотнею Вершника і командиром Благим. Сотня Олега була добре вишколена, тому вона самостійно рейдувала.

## Бойові дії
27 серпня 1945 року — дві сотні куреня («Залізні» та «Звірі») за підтримки сотні «Сірі» куреня «Дзвони» вели бій з спецвідділом ОББ (відділ боротьби з бандитизмом) у Кінчацькому лісі. Ворог втратив 80 убитими.
25 листопада 1945 року — наскок на селище Отинія. Знищено близько 40 працівників НКВС. Звільнено 84 в'язні, серед яких районна провідниця Марта.
лютий 1946 року — поблизу сіл Гирботів (тепер — Нараївка) і Кінашів сотня під командуванням Чорного знищила понад 60 більшовиків, втративши 6 повстанців.